# 沙哈布·侯賽尼
沙哈布·侯賽尼（波斯語：‎，1974年2月3日—）是伊朗男演員。

## 生平
沙哈布·侯賽尼在國際上因演出阿斯哈·法哈蒂電影作品而知名。2011年他以《分居風暴》於第61屆柏林影展獲得最佳男演員銀熊獎；2016年又以《新居風暴》於第69屆坎城影展獲得最佳男演員獎。

## 電影作品
- 2009年：《海灘的那一天（英语：About Elly）》(درباره الی)
- 2011年：《分居風暴》(جدایی نادر از سیمین)
- 2016年：《新居風暴》(فروشنده)

## 外部連結
- 沙哈布·侯賽尼在互联网电影资料库（IMDb）上的資料（英文）